# Резня на Гаити (1804)
Резня на Гаити 1804 года, также известный как гаитянский геноцид — уничтожение белого населения новообразованной Империи Гаити (франко-гаитян), оставшегося после Гаитянской революции. Проводилось чернокожим населением по приказу Жан-Жака Дессалина. Резня на всей территории Гаити шла с начала февраля до 22 апреля 1804 года, в её ходе были убиты от 3000 до 7000 белых.
Одним из следствий стали натянутые дипломатические отношения с Францией — Гаити вынуждена была заплатить бывшей метрополии и изгнанным французским поселенцам, а также их кредиторам около 90 миллионов золотых франков в обмен на признание независимости. Эти платежи растянулись на десятилетия, что подрывало экономику страны, и последние из них были завершены лишь в 1950-х годах.
В ноябре 1803 года восставшие гаитяне разгромили французскую армию, а 1 января 1804 года была провозглашена Декларация независимости Гаити.
По приказу властей были оставлены в живых воины-поляки, дезертировавшие из французских войск во время революции, малочисленные немецкие колонисты, врачи и некоторые другие специалисты, некоторые люди, имевшие связи с местными офицерами, а также женщины, соглашавшиеся выйти замуж за чернокожих.
В книге  «Исторический отчет о Черной империи Гаити», написанной капитаном Маркусом Рейнсфордом, офицером британской армии, много лет прослужившего в Вест-Индии, опубликованной в 1805 году, содержится обширная документация о гаитянской революции, в которой приводятся тревожные свидетельства жестокого обращения с порабощенным населением со стороны их французских хозяев, а также о зверствах, совершенных на Гаити всеми сторонами конфликта. Рейнсфорд также представил оригинал указа, подписанного Дессалином в феврале 1804 года.

## Предыстория
В 1791 году Дутти Букман, негр ямайского происхождения стал предводителем рабов, содержавшихся на большой плантации в Кап-Франсе. На волне Французской революции он планировал истребить всех французов, живущих в Кап-Франсе. 22 августа 1791 года рабы спустились в Ле-Кап, где уничтожили плантации и казнили всех французов в этом регионе. Короля Франции Людовика XVI обвинили в равнодушии к резне, в то время как рабы, казалось, думали, что король был на их стороне. В июле 1793 года были убиты французы в Ле-Ке.
Несмотря на объявление французами свободы для рабов, негры встали на сторону испанцев, пришедших оккупировать этот регион. В июле 1794 года испанские войска не стали вмешиваться, пока отряды Жана-Франсуа убивали французских белых в Фор-Либерте.
Филипп Жирар писал, что большая часть населения Гаити, недавно пережившего жестокую войну, не испытывала никаких угрызений совести по поводу совершения массовых убийств, учитывая дух враждебности, который всё ещё преобладал. Кроме того, французское белое население Гаити убило много чернокожих в ходе войны, но они не могли полностью их уничтожить, так как французские солдаты покинули эту территорию.
После поражения Франции и последующей эвакуации войск из того, что ранее было известно как Сан-Доминго, Дессалин пришел к власти. В ноябре 1803 года, через три дня после того, как войска Рошамбо сдались, Дессалин приказал казнить 800 французских солдат, которые не смогли эвакуироваться из-за болезни. Он действительно гарантировал безопасность оставшегося белого гражданского населения. Однако его заявления, такие как: "на острове всё ещё есть французы, и вы всё ещё считаете себя свободными", говорили о враждебном отношении к оставшемуся белому меньшинству.
Слухи о белом населении предполагали, что они попытаются покинуть страну, чтобы убедить иностранные державы вторгнуться и вновь ввести рабство. Дискуссии между Дессалином и его советниками открыто предполагали, что белое население должно быть предано смерти ради национальной безопасности. Белым, пытавшимся покинуть Гаити, не давали этого сделать.
1 января 1804 года Дессалин провозгласил Гаити независимым государством. Позже Дессалин отдал приказ всем городам Гаити, чтобы все белые люди были преданы смерти. Применяемое оружие должно быть бесшумным оружием, таким как ножи и штыки, а не огнестрельное оружие, чтобы убийство могло быть совершено тихо и избежав при этом предупреждения будущих жертв звуком выстрела и тем самым дать им возможность убежать.
Жирар писал, что с тех пор, как негритянские генералы захватили собственность белых бывших рабовладельцев, «экономические интересы» побудили их к массовым убийствам, чтобы не возвращать собственность.

## Резня
В течение февраля и марта Дессалин путешествовал по городам Гаити, чтобы убедиться, что его приказы были выполнены. Несмотря на его приказы, массовые убийства часто не совершались до тех пор, пока он лично не посещал города.
В каждом городе, который он посещал, происходила почти одинаковая резня. До его прибытия было совершено всего несколько убийств, несмотря на его приказы. Когда Дессалин прибывал, он первым делом начинал рассказывать о зверствах, совершенных бывшими белыми властями, такими как Рошамбо и Леклерк, после чего требовал, чтобы его приказы о массовых убийствах белого населения этого района были исполнены. По имеющимся сведениям, он приказал принимать участие в убийствах мулатам, чтобы вина не возлагалась исключительно на негритянское население. Массовые убийства происходили на улицах и в местах за пределами городов.
Параллельно с убийствами происходили также грабежи и изнасилования. Женщины и дети, как правило, убивались последними. Белых женщин «часто насиловали или принуждали к насильственным бракам под угрозой смерти».
Дессалин специально не упоминал о том, что белые женщины должны быть убиты, и солдаты, как сообщается, несколько колебались, делать ли это. В конце концов, однако, женщины тоже были преданы смерти, хотя обычно на более позднем этапе резни, чем взрослые мужчины. Аргумент в пользу убийства женщин состоял в том, что белые не будут полностью уничтожены, если белые женщины будут избавлены от необходимости рожать новых французов.
Перед своим отъездом из очередного города Дессалин объявлял амнистию всем белым, которые выжили, скрываясь во время резни. Однако, когда эти люди покидали свои укрытия, их также убивали. Часть белых европейцев были, однако, спрятаны и тайно вывезены в море иностранцами. Однако были заметные исключения. Польские дезертиры были амнистированы и получили гаитянское гражданство за отказ от французской верности и поддержку независимости Гаити. Дессалин называл поляков «белыми неграми Европы», выражая таким образом им свою благодарность.
В городе Порт-о-Пренс, несмотря на приказ, произошло лишь несколько убийств. После прибытия Дессалина 18 марта число убийств возросло. По словам капитана торгового судна, в городе погибло около 800 человек, а выжило около 50. 18 апреля 1804 года Дессалин прибыл в Кап-Аитьен. До его приезда здесь произошло всего несколько убийств, но после его приезда они переросли в массовые убийства на улицах и за пределами города.
Как и везде, большинство женщин изначально не были убиты. Советники Дессалина, однако, указывали, что белые гаитяне не исчезнут, если женщины будут оставлены рожать белых мужчин, и после этого Дессалин приказал убить и женщин, за исключением тех, кто согласился выйти замуж за небелых мужчин. Современные источники утверждают, что в Кап-Аитьене было убито 3000 человек, но это считается нереалистичным, поскольку после эвакуации французских войск в городе осталось всего 1700 белых европейцев.
Одним из самых известных участников резни был Жан Зомби, мулат из Порт-о-Пренса, известный своей жестокостью. Один рассказ описывает, как Зомби остановил белого человека на улице, раздел его догола и отвёл на лестницу президентского дворца, где убил кинжалом. Дессалин, как сообщается, был среди зрителей; он, как говорят, был «в ужасе» от этого эпизода. В гаитянской традиции вуду фигура Жана Зомби стала прототипом зомби.

## Последствия

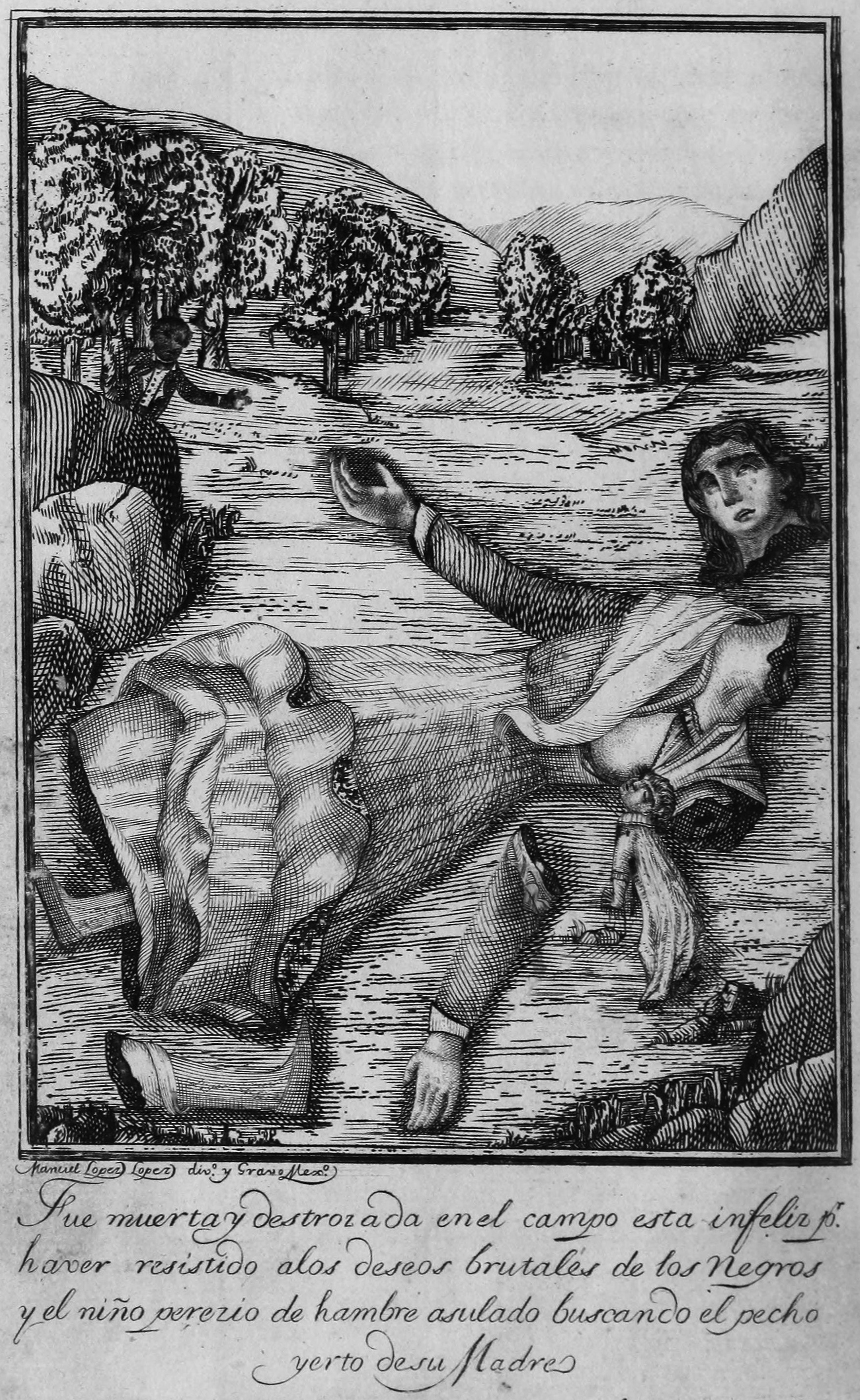
На гравюре изображена убитая и расчленённая женщина, которая сопротивлялась жестоким желаниям негров, рядом лежит младенец, ищущий грудь матери.

К концу апреля 1804 года было убито около 3000—5000 человек, и белые гаитяне были практически уничтожены, за исключением избранной группы белых, которые были амнистированы. Уцелевшие состояли из польских дезертиров, получивших гаитянское гражданство; небольшой группы немецких колонистов, приглашенных в северо-западный регион до революции; и группы врачей и профессионалов. По сообщениям, были пощажены также люди, имеющие связи с офицерами гаитянской армии, а также женщины, согласившиеся выйти замуж за небелых мужчин.
Дессалин не пытался скрыть эту бойню от всего мира. В официальном воззвании от 8 апреля 1804 года он заявил: «мы дали этим истинным людоедам войну за войну, преступление за преступление, возмущение за возмущение. Да, я спас свою страну, я отомстил за Америку». Он назвал эту резню актом национальной власти. Дессалин считал уничтожение белых гаитян актом политической необходимости, поскольку они рассматривались как угроза миру между неграми и свободными мулатами. Это также считалось необходимым актом возмездия. Секретарь Дессалина Буарон-Тоннере заявил: «для нашей декларации независимости мы должны иметь кожу белого человека вместо пергамента, его череп вместо чернильницы, кровь вместо чернил и штык вместо пера!»
Дессалин был готов заверить, что Гаити не представляет угрозы для других стран. Он приложил усилия на установление дружественных отношений и с теми странами, где рабство всё ещё было разрешено.
В Конституции 1805 года все граждане были определены как «черные». Конституция также запрещала белым мужчинам владеть землей, за исключением людей, уже родившихся или родившихся в будущем у белых женщин, которые были натурализованы как гаитянские граждане, а также немцев и поляков, получивших гаитянское гражданство. Эта резня оказала длительное воздействие на представление о Гаитянской революции. Это помогло создать наследие расовой вражды в гаитянском обществе.
Жирар писал в книге «Потерянный Рай», что «несмотря на все усилия Дессалина по рационализации, массовые убийства были столь же непростительны, сколь и глупы».

### Влияние на американское общество
Во время Гражданской войны в США большинство белых южан, даже и не владевших рабами, поддержали рабовладельцев и в конечном счете боролись за КША главным образом из-за страха перед геноцидом, подобным гаитянской резне 1804 года. В конфедеративном дискурсе об этом прямо говорилось как о причине отделения. Пытки и массовые убийства белых на Гаити, более известные в то время как «ужасы Сан-Доминго», были постоянной и заметной темой в дискурсе политических лидеров Юга и оказали влияние на общественное мнение США с тех пор, как произошли эти события.
Кевин К. Джулиус писал:
Когда аболиционисты громко провозгласили, что «все люди созданы равными», в ушах южан зазвучали отголоски вооруженных восстаний рабов и расового геноцида. Во многом их недовольство аболиционистами можно рассматривать как реакцию на события в Гаити.
В преддверии президентских выборов в США 1860 года Роджер Б. Тони, председатель Верховного суда США, писал: «Я помню ужасы Сан-Доминго» и сказал, что «выборы определят, будет ли что-то подобное навещать наших собственных южных соотечественников».
Аболиционисты признавали силу этого аргумента для общественного мнения как на севере, так и на юге. В переписке с газетой «The New York Times» в сентябре 1861 года (во время войны) аболиционист по имени Дж. Б. Лайон рассматривал это как важный аргумент своих противников:
Мы не знаем ничего лучше, чем представить себе, что эмансипация приведет к полному исчезновению цивилизации на юге, потому что рабовладельцы и те, кто в их интересах, настойчиво говорили нам об этом ... и они всегда вспоминают «ужасы Сан-Доминго».
Однако Лайон утверждал, что отмена рабства в различных карибских колониях европейских держав до 1860-х годов показала, что конец рабству может быть достигнут мирным путём.
Филипп Жирар описал резню как геноцид и заявил: «когда геноцид закончился, белого населения Гаити практически не существовало». Николас А. Робинс и Адам Джонс, авторы книги «Геноциды угнетённых: Субалтерн-геноцид в теории и практике», цитировали Жирара и описывали эту резню как «геноцид субалтерна», в котором ранее обездоленная группа использовала геноцид для уничтожения своих прежних угнетателей.